# Графлинг
Графлинг (њем. Grafling) општина је у њемачкој савезној држави Баварска. Једно је од 26 општинских средишта округа Дегендорф. Према процјени из 2010. у општини је живјело 2.796 становника. Посједује регионалну шифру (AGS) 9271122.

## Географски и демографски подаци
Графлинг се налази у савезној држави Баварска у округу Дегендорф. Општина се налази на надморској висини од 433 метра. Површина општине износи 46,3 km². У самом мјесту је, према процјени из 2010. године, живјело 2.796 становника. Просјечна густина становништва износи 60 становника/km².